# La Durée
La Durée is een restaurant met twee Michelinsterren in Izegem in de Belgische provincie West-Vlaanderen.

## Geschiedenis
Chef Angelo Rosseel opende in 2007 zijn restaurant in een villa in Izegem. Hij had een opleiding genoten in de bekende koksschool Ter Groene Poorte in Brugge. Alvorens voor zichzelf te beginnen was hij zes jaar sous-chef in het befaamde driesterrenrestaurant De Karmeliet in Brugge bij chef-kok Geert Van Hecke.

### Waardering
Meteen na de opening van zijn restaurant kreeg het restaurant in de Michelingids voor 2008 een Michelinster. In de gids voor 2013 volgde de tweede ster. In de publicaties na het vallen van de tweede ster (19 november 2012) tekende chef Rosseel vooral het moeilijke Belgische fiscale klimaat voor restaurants als het zijne.
In de restaurantgids van GaultMillau heeft het een notering van 17 op 20.